# Palmyra (villa)
Palmyra es una villa ubicada en el condado de Wayne en el estado estadounidense de Nueva York. En el año 2000 tenía una población de 3,490 habitantes y una densidad poblacional de 1,013.2 personas por km².

## Geografía
Palmyra se encuentra ubicada en las coordenadas 43°03′51″N 77°14′01″O / 43.06417, -77.23361.

## Demografía
Según la Oficina del Censo en 2000 los ingresos medios por hogar en la localidad eran de $38,561, y los ingresos medios por familia eran $49,450. Los hombres tenían unos ingresos medios de $35,351 frente a los $22,870 para las mujeres. La renta per cápita para la localidad era de $19,087. Alrededor del 6.8% de la población estaban por debajo del umbral de pobreza.